# Frédéric Kanouté

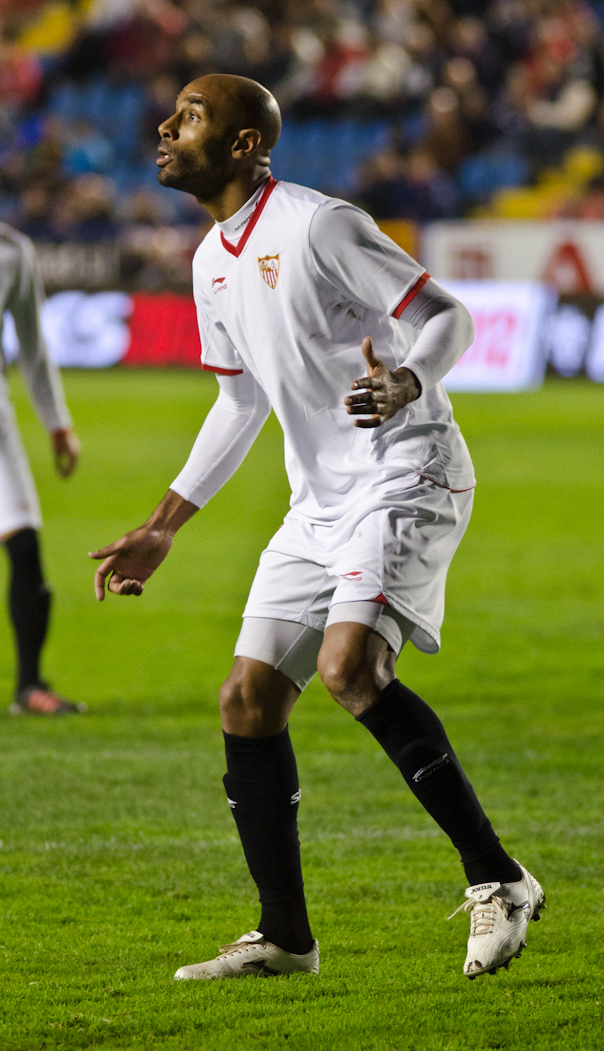
Kanoute w barwach hiszpańskiej Sevilli.

Frédéric Kanouté (ur. 2 września 1977 w Sainte-Foy-les-Lyon we Francji) – malijski piłkarz grający na pozycji napastnika. Karierę zakończył w listopadzie 2013 roku, a jego ostatnim klubem był chiński Beijing Guo’an. Boiskowy pseudonim - "Fredi". Posiada francuskie obywatelstwo.

## Kariera klubowa
Frédéric Kanoute profesjonalną karierę zaczynał w 1997 roku w zespole francuskiej Ligue 1 Olympique Lyon. W Lyonie był zazwyczaj rezerwowym, przez 2,5 roku zdążył zagrać zaledwie 40 meczów i strzelić 9 bramek, zagrał tu jednak swój pierwszy mecz w Pucharze Intertoto, gdzie grał przeciwko Odrze Wodzisław. Jego dobry kolega Joseph-Désiré Job również debiutował w tym spotkaniu. Wkrótce postanowił jednak zmienić klimat na angielski i wybrał klub West Ham United. Tu mu się wiodło zdecydowanie lepiej - w 79 meczach w lidze strzelił 29 goli. W tym zespole występował do 2003 roku, następnie przeniósł się do mającego większe aspiracje Tottenhamu Hotspur Niestety, często trapiły go kontuzje i do 2005 roku zdołał rozegrać 42 mecze i strzelić 14 goli. Wtedy Londyn zmienił na słoneczną Sewillę. Cena, jaką włodarze Sevilli zapłacili Tottenhamowi, to 4.4 mln funtów. W sezonie 2006/2007 Kanoute strzelił 19 goli i był drugim najlepszym strzelcem ligi po Ruudzie van Nistelrooyu. W kolejnych rozgrywkach także był najlepszym strzelcem Sevilli. 30 czerwca 2012 roku zmienił dotychczasowy klub w Hiszpanii na Beijing Guo’an, który gra w lidze chińskiej. 22 listopada 2013 roku nie przedłużył kontraktu z klubem informując o zakończeniu swojej kariery.
| Sezon         | Klub                   | Kraj      | Flaga     | Rozgrywki            | Mecze | Bramki |
| ------------- | ---------------------- | --------- | --------- | -------------------- | ----- | ------ |
| 1997–1998     | Olympique Lyon         | Francja   | Francja   | Ligue 1              | 18    | 6      |
| 1998–1999     | Olympique Lyon         | Francja   | Francja   | Ligue 1              | 9     | 2      |
| 1999–2000 (j) | Olympique Lyon         | Francja   | Francja   | Ligue 1              | 13    | 1      |
| 1999–2000 (w) | West Ham United F.C.   | Anglia    | Anglia    | Premier League       | 8     | 2      |
| 2000–2001     | West Ham United F.C.   | Anglia    | Anglia    | Premier League       | 32    | 11     |
| 2001–2002     | West Ham United F.C.   | Anglia    | Anglia    | Premier League       | 27    | 11     |
| 2002–2003     | West Ham United F.C.   | Anglia    | Anglia    | Premier League       | 12    | 5      |
| 2003–2004     | Tottenham Hotspur F.C. | Anglia    | Anglia    | Premier League       | 19    | 7      |
| 2004–2005     | Tottenham Hotspur F.C. | Anglia    | Anglia    | Premier League       | 22    | 7      |
| 2005–2006 (j) | Tottenham Hotspur F.C. | Anglia    | Anglia    | Premier League       | 1     | 0      |
| 2005–2006     | Sevilla FC             | Hiszpania | Hiszpania | Primera División     | 32    | 6      |
| 2006–2007     | Sevilla FC             | Hiszpania | Hiszpania | Primera División     | 32    | 21     |
| 2007–2008     | Sevilla FC             | Hiszpania | Hiszpania | Primera División     | 30    | 16     |
| 2008–2009     | Sevilla FC             | Hiszpania | Hiszpania | Primera División     | 34    | 18     |
| 2009–2010     | Sevilla FC             | Hiszpania | Hiszpania | Primera División     | 27    | 12     |
| 2010–2011     | Sevilla FC             | Hiszpania | Hiszpania | Primera División     | 28    | 12     |
| 2011–2012     | Sevilla FC             | Hiszpania | Hiszpania | Primera División     | 26    | 4      |
| 2012          | Beijing Guo’an         | Chiny     |           | Chinese Super League | 10    | 1      |
| 2013          | Beijing Guo’an         | Chiny     |           | Chinese Super League | 24    | 9      |

## Sukcesy
Malijczyk odnotował dwa wielkie sukcesy z Sevillą. W sezonie 2005/2006 i 2006/2007 wygrał Puchar UEFA. W finale w 2006 roku drużyna Kanoute pokonała FC Middlesbrough aż 4:0, z czego jeden gol padł łupem 30-letniego zawodnika. Rok później znów strzelił gola w finale przeciwko Espanyolu Barcelona w wygranym przez jego zespół finał 2:2, w karnych 3:1 w których pokonał bramkarza przeciwników. Kolejny wspaniały triumf świętował tuż po wywalczeniu Pucharu UEFA 2006. Ten sukces to mianowicie Superpuchar Europy UEFA, gdzie klubowa drużyna Kanoute spotkała się ze zwycięzcą Ligi Mistrzów - FC Barceloną. Sevilla rozgromiła swojego głównego pretendenta w walce o Mistrzostwo Hiszpanii 3:0, a Kanoute znów strzelił bramkę. Z reprezentacją osiągnął półfinał Pucharu Narodów Afryki w 2004 roku, a "Fredi" był najlepszym strzelcem swojej drużyny - strzelił 4 gole.
Uznany najlepszym piłkarzem Afryki w 2007 roku.

## Kariera reprezentacyjna
Kanouté grał w drużynie Francji U-21. Później zdecydował się jednak na skorzystanie z nowego prawa wprowadzonego przez FIFA i wybrał reprezentację kraj swojego pochodzenia. W ekipie Mali Frédéric rozegrał 28 meczów i strzelił 23 gole. Po nieudanych dla Mali mistrzostwach Afryki w 2010 roku, Kanouté ogłosił zakończenie międzynarodowej kariery.